# Liste der Biografien/Kals
Liste der Biografien |
Portal Biografien |
Personensuche
# |
A |
B |
C |
D |
E |
F |
G |
H |
I |
J |
K |
L |
M |
N |
O |
P |
Q |
R |
S |
T |
U |
V |
W |
X |
Y |
Z |
?
 
Ka |
Kb |
Kc |
Kd |
Ke |
Kf |
Kg |
Kh |
Ki |
Kj |
Kl |
Km |
Kn |
Ko |
Kp |
Kr |
Ks |
Kt |
Ku |
Kv |
Kw |
Ky |
Kx |
Kz
 
Kaa–Kag |
Kah |
Kai |
Kaj |
Kak |
Kal |
Kam |
Kan |
Kao |
Kap |
Kar |
Kas |
Kat |
Kau |
Kav |
Kaw |
Kay |
Kaz
 
Kala |
Kalb |
Kalc |
Kald |
Kale |
Kalf |
Kalh |
Kali |
Kalj |
Kalk |
Kall |
Kalm |
Kaln |
Kalo |
Kalp |
Kals |
Kalt |
Kalu |
Kalv |
Kalw |
Kaly |
Kalz
Die Liste der Biografien führt alle Personen auf, die in der deutschsprachigen Wikipedia einen Artikel haben. Dieses ist eine Teilliste mit 23 Einträgen von Personen, deren Namen mit den Buchstaben „Kals“ beginnt.

## Kals
- Kals, Berta (1923–2016), deutsche Künstlerin
- Kals, Elisabeth (* 1966), deutsche Psychologin und Hochschullehrerin
- Kals, Hans (1927–1989), deutscher Wirtschaftswissenschaftler, Schriftsteller, Mundartdichter
- Kals, Johann Wilhelm (* 1700), reformierter Theologe
- Kals, Sepp (1911–1981), österreichischer Bildhauer

### Kalsa
- Kalsakau, George (1930–2001), vanuatuischer Politiker und Premierminister
- Kalsakau, Ishmael, vanuatuischer Politiker und Premierminister

### Kalsb
- Kalsbach, Till (1935–1972), deutscher Politiker (SPD), MdL

### Kalse
- Kalser von Maasfeld, Franz (1860–1942), österreichisch-ungarischer General der Infanterie
- Kalser, Erwin (1883–1958), deutscher Schauspieler und Theaterregisseur
- Kalser, Konstantin (1920–1994), deutschamerikanischer Fotograf, Filmproduzent und Filmregisseur

### Kalsh
- Kalshoven, Frits (1924–2017), niederländischer Jurist und Experte im Bereich des humanitären Völkerrechts

### Kalsi
- Kalsi, Johnny (* 1967), britischer Perkussionist und Bandleader
- Kalsina, Polina Olegowna (* 1989), russische Skilangläuferin

### Kalsk
- Kalski, Uwe (* 1988), deutscher Handballspieler und -trainer

### Kalso
- Kalsø, Bjørn (* 1966), färöischer Politiker des unionistischen Sambandsflokkurin
- Kalso, Jukka, finnischer Skispringer
- Kalsons, Romualds (1936–2024), sowjetischer bzw. lettischer Komponist und Dirigent
- Kalsow, Christian Ludwig von (1694–1766), preußischer Generalleutnant
- Kalsow, Fabian (* 1981), deutscher Motorbootsport-Pilot

### Kalss
- Kalss, Christiane (* 1984), österreichische Autorin
- Kalss, Susanne (* 1966), österreichische Rechtswissenschafterin und Hochschullehrerin

### Kalst
- Kalstad, Ragnhild Vassvik (* 1966), norwegische Politikerin